# Zapas pływalności
Zapas pływalności (ang. Reserve of Buoyancy – ROB) – objętość szczelnego kadłuba w części wystającej ponad powierzchnię wody. Zapas pływalności jest jednym z dwóch – obok wewnętrznej struktury kadłuba – podstawowych czynników decydujących o stopniu niezatapialności jednostki pływającej. Określany jako procent ogólnej objętości okrętu zapas pływalności, nabiera szczególnego znaczenia w przypadku uszkodzenia jednostki i częściowego zalania jej wnętrza, pozwalając jej na utrzymanie się na powierzchni, lub wynurzenie na powierzchnię w przypadku okrętu podwodnego.